# 2000년 해태 타이거즈 시즌
2000년 해태 타이거즈 시즌은 해태 타이거즈가 KBO 리그에 참가한 19번째 시즌으로 김응용 감독이 팀을 이끈 마지막 시즌인데 프로야구 최초로 중국에서 전지훈련을 했다. 팀은 잦은 용병교체 뿐 아니라 드림리그 최하위(4위), 8팀 중 통합 6위에 그쳐 포스트시즌 진출에 실패했는데 1999년 어깨부상으로 1경기 밖에 출전하지 못한 이대진이 마무리로 전업하여 8승(2선발) 6패 13세이브를 거뒀지만 부상이 도져 다음 해에는 아예 한 게임도 뛰지 못했고 2000년 해태는 이강철 (FA로 삼성 이적) 임창용 (1999년 삼성 이적)의 공백 뿐 아니라 연고지역 고교야구 팀 광주일고의 최고 투수이자 1998년 아시안게임 금메달로 군 문제가 해결된 서재응 김병현이 스카우트 머니 부족 탓인지 대학을 거쳐 메이저리그 구단에 입단했으며 1998년 아시안게임 금메달로 군 문제가 해결된 점 등 기껏 키워놓았던 마무리 임창용이 1999년 삼성으로 트레이드된 데다 선발 유망주 김상진이 암으로 세상을 떠나 유망주 농사를 망쳤고 A급 유망주도 없었던 터라 믿을 만한 선수가 본인(이대진) 밖에 없어 해당 년도 김응용 감독에 의해 혹사를 당했다.

## 타이틀
- 시드니 올림픽 동메달: 장성호
- 국제야구연맹 올해의 코치상: 김응용
- 올스타 선발: 홍현우 (2루수)
- 올스타전 추천선수: 장성호, 오봉옥
- 컴투스프로야구 선정 추억의 팀의 마지막 후예: 정성훈, 강영식
- 볼넷: 장성호 (88)
- 출루율: 장성호 (0.436)
- 완투: 최상덕 (6)
- 완봉: 최상덕, 성영재 (1)

### 퓨처스리그
- 남부리그 출장(타자): 김기환 (59)
- 남부리그 타수: 김상현 (225)
- 남부리그 1루타: 김경진 (49)
- 완투: 노후용 (3)
- 남부리그 상대한 타자 수: 노후용 (413)

## 선수단
- 선발투수: 최상덕, 성영재, 곽현희, 윤형진, 이원식
- 구원투수: 오봉옥, 강태원, 소소경, 박진철, 최영완, 황두성, 유동훈, 오철민
- 마무리투수: 이대진, 이병석, 곽채진, 엄병열, 강영식
- 포수: 최해식, 김상훈, 김지영
- 1루수: 장성호, 조홍준
- 2루수: 홍현우, 김종국, 김태룡
- 유격수: 김호, 홍세완, 박계원
- 3루수: 포조, 정성훈
- 좌익수: 배스, 장일현, 김경진, 양현석
- 중견수: 타바레스, 이우석
- 우익수: 김창희, 미첼, 이호준
- 지명타자: 이호성, 최길성, 김기환

## 여담
- 유동훈은 5월 3일 한화 이글스와의 경기에서 구단 사상 첫 홀드를 기록했다.
- 올스타전 1차전이 무승부로 끝남에 따라 오봉옥은 KBO 올스타전의 1호 무승부투수가 되었다.
- 포조는 이 시즌 WAR -0.65에 그쳐 KBO 리그 역대 외국인 2루수 중 단일 시즌 최저 기록을 세웠다.